# Chasseurs-cueilleurs de l'Ouest

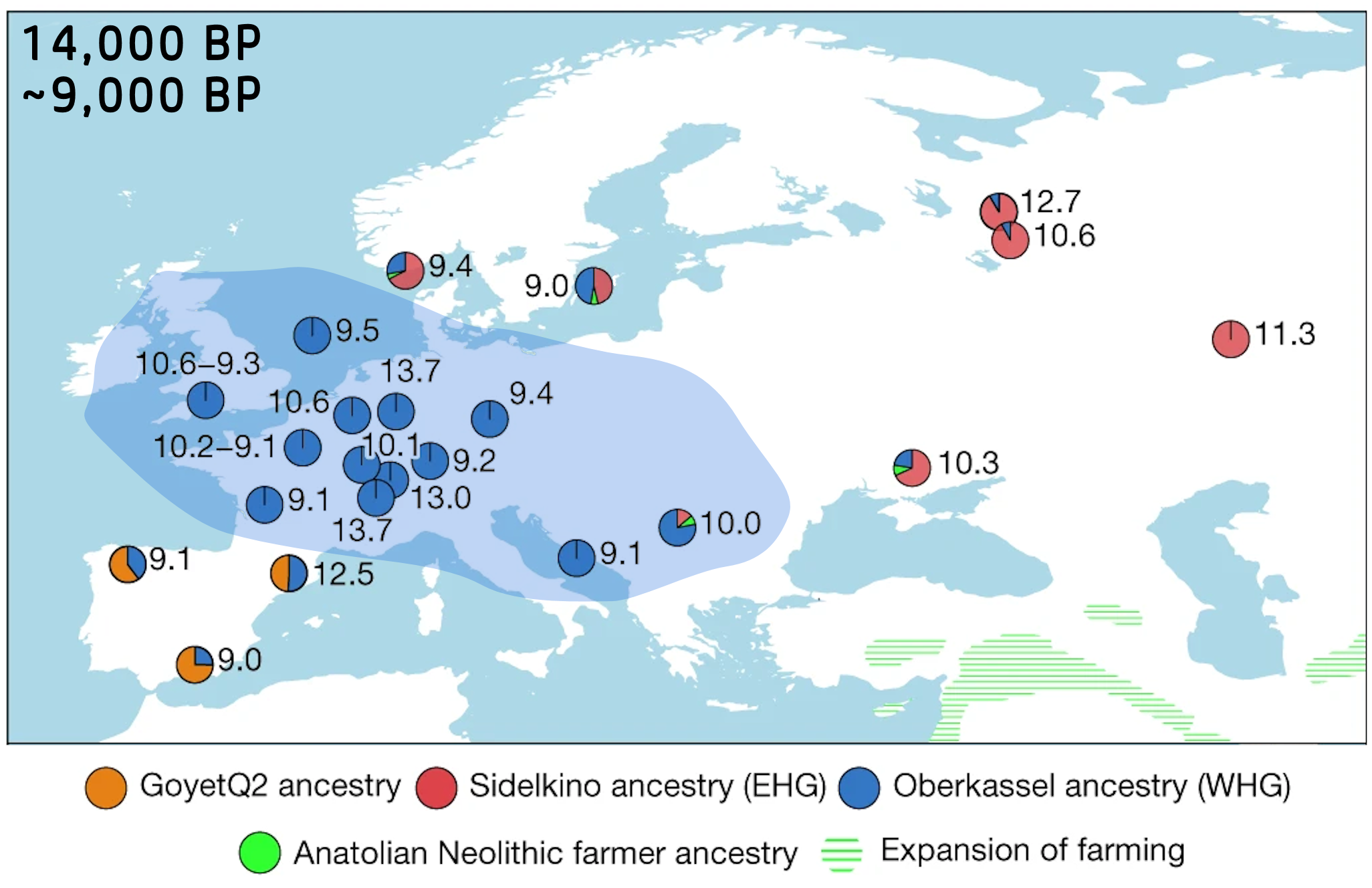
Ascendance génétique des chasseurs-cueilleurs en Europe entre 14 et 9 Ka AP, avec la zone principale des chasseurs-cueilleurs de l’Ouest (WHG) en bleu. Les numéros individuels correspondent aux dates d’échantillonnage calibrées.

En archéogénétique, les chasseurs-cueilleurs de l’Ouest (WHG), ou chasseurs-cueilleurs occidentaux, chasseurs-cueilleurs d'Europe de l’Ouest, groupe de Villabruna ou groupe d'Oberkassel, sont un groupe génétique humain qui s'est répandu en Europe centrale et occidentale, des Carpates à l'est jusqu'aux îles Britanniques à l'ouest, à partir du réchauffement climatique du Bölling, il y a environ 14 600 ans. Ils étaient les chasseurs-cueilleurs de l'Épipaléolithique et du Mésolithique européen.
Avec les chasseurs-cueilleurs scandinaves (SHG) et les chasseurs-cueilleurs de l'Est (EHG), les chasseurs-cueilleurs de l’Ouest constituent l'un des trois principaux groupes génétiques de la période postglaciaire en Europe. La frontière entre les WHG et les EHG s'étendait à peu près des bouches du Danube au sud, jusqu'à la Lituanie au nord. Les SHG représentent quant à eux un mélange presque égal de WHG et d’EHG.
Principale population d'Europe au Mésolithique, les WHG ont été largement supplantés par deux expansions postérieures et successives de populations, d'abord celle des premiers agriculteurs européens (EEF) au début du Néolithique, puis celle des Indo-Européens à la fin du néolithique. Les chasseurs-cueilleurs ont été progressivement absorbés par les agriculteurs au cours du Néolithique, puis les populations issues de cette fusion ont été remplacées ou absorbées par les pasteurs issus de la steppe pontique (ou steppe ponto-caspienne) (WSH), ce qui a eu pour conséquence de réduire encore la composante ancestrale des WHG parmi les populations européennes. On trouve aujourd'hui l'ascendance WHG la plus élevée (jusqu'à 35 %) en Baltique orientale et en Russie européenne du nord.

## Définition
Les chasseurs-cueilleurs de l’Ouest (WHG) sont une composante ancestrale distincte contribuant à l'ascendance de la plupart des Européens modernes. La plupart des Européens peuvent être modélisés comme un mélange, dans des proportions variables, de WHG, EEF et WSH. Les premiers agriculteurs européens (EEF) étaient pour la plupart d'origine ouest-anatolienne. Lors de leur expansion en Europe au début du Néolithique, les EEF en sont venus à dominer le pool génétique dans toute l'Europe, à l'exception de l'Europe du nord.

## Expansion en Europe (vers 14600 ans AP)
On pense que les WHG se sont répandus en Europe il y a environ 14 600 ans, lors de l’interstade climatique du Bölling, première période de réchauffement après le dernier maximum glaciaire. Ils représentent un changement majeur de population en Europe, en provenance des péninsules refuges des Balkans ou d'Anatolie.

## Origine des WHG
On pense que les ancêtres des WHG et des EHG se sont séparés des Eurasiens de l'Est vers 40 000 ans AP et des anciens Eurasiens du Nord (ANE) avant 32 000 ans AP (datation estimée du site préhistorique de Yana), ces derniers ayant notamment donné le « garçon de Mal'ta », daté d'environ 24 000 ans AP,.
Vallini et al. (2022) soutient que les modèles de division et de dispersion des lignées d'Eurasie occidentale n'étaient pas antérieurs à 38 000 ans AP. Les spécimens européens plus anciens du Paléolithique supérieur initial, tels que ceux de Zlatý kůň (en) et de Ranis (plus de 45 000 ans AP), de Peștera cu Oase (40 000 ans AP) et de la grotte de Bacho Kiro (45 000 ans AP), n'avaient aucun lien avec les anciens Eurasiens de l’Ouest mais étaient soit plus proches des anciens Eurasiens de l'Est, soit en position basale par rapport aux deux.
Les WHG montrent une plus grande affinité avec les populations anciennes et modernes du Proche-Orient que les Européens du Paléolithique supérieur, tels que les Gravettiens. L'affinité avec les anciennes populations du Proche-Orient a augmenté en Europe au Bölling, en lien avec l'expansion des WHG (groupe de Villabruna ou d'Oberkassel). Il existe également des preuves d'un flux génétique bidirectionnel entre les populations de WHG et du Proche-Orient dès 15 000 ans AP.
Les restes associés aux WHG appartiennent principalement à l'haplogroupe I (I-M170) du chromosome Y humain, avec une fréquence plus faible de l'haplogroupe C (C-F3393) (en particulier le clade C-V20/C1a2), qui a été trouvé couramment parmi les vestiges du Paléolithique supérieur de Russie, tels que Kostenki-14 (en) et Sungir. L'haplogroupe paternel C-V20 est encore présent chez les hommes vivant dans l'Espagne moderne, attestant de la présence de longue date de cette lignée en Europe occidentale. Leurs chromosomes mitochondriaux appartenaient principalement à l'haplogroupe U5,.

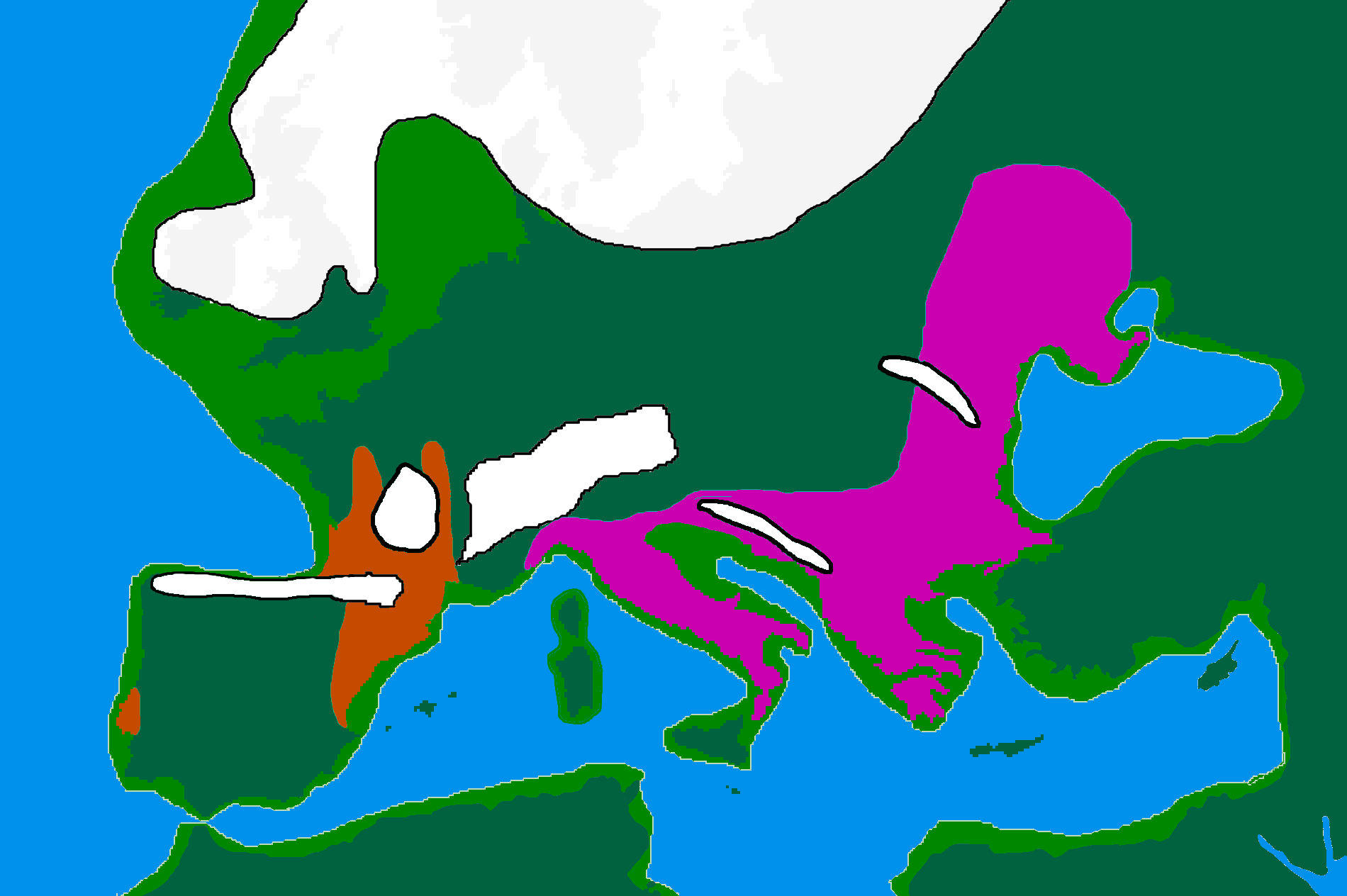
Dernier refuge du maximum glaciaire, c. 20 000 AP
Solutréen
Épigravettien

Dans une étude génétique publiée dans Nature en mars 2023, les auteurs décrivent les ancêtres des WHG comme des populations associées à la culture épigravettienne, qui ont largement remplacé les populations associées à la culture magdalénienne il y a environ 14 000 ans (les ancêtres des individus associés au Magdalénien étaient les populations associées aux cultures occidentales du Gravettien, du Solutréen et de l'Aurignacien). Dans l'étude, l'ascendance WHG est rebaptisée « ascendance Oberkassel », trouvée pour la première fois au nord des Alpes chez deux individus datés de 14 000 ans sur le site éponyme d'Oberkassel, qui peut être modélisée comme un mélange de l'ascendance Villabruna (en) (elle-même modélisée comme un mélange entre une lignée liée au cluster de Věstonice (en) et une lignée ancestrale des individus Kostenki-14 et Goyet Q116-1), et une ascendance Goyet-Q2 liée aux individus trouvés en Europe avant le dernier maximum glaciaire.
L'étude indique que tous les individus du cluster Oberkassel pourraient être modélisés comme ayant approximativement 75 % d'ascendance Villabruna et 25 % Goyet-Q2 ou, alternativement, comme ayant environ 90 % d'ascendance Villabruna et 10 % d'ascendance Fournil, un groupe nouvellement identifié décrit comme une lignée sœur de l'ascendance Goyet Q116-1 trouvée chez des individus associés à la culture gravettienne du sud-ouest de l'Europe. L'étude suggère que l'ascendance d'Oberkassel était en grande partie déjà formée avant de s'étendre, peut-être à l'ouest des Alpes, en direction de l'Europe occidentale et centrale et la Grande-Bretagne, où les individus WHG échantillonnés sont génétiquement homogènes. Cela contraste avec l'arrivée des ancêtres Villabruna et Oberkassel en Ibérie, qui semble avoir impliqué des événements de mélange répétés avec des populations locales portant des niveaux élevés d'ascendance Goyet-Q2. Ceci, ainsi que la survie de clades spécifiques de l'haplogroupe C1 de l'ADN-Y précédemment observés chez les premiers chasseurs-cueilleurs européens, suggère une continuité génétique relativement plus élevée dans le sud-ouest de l'Europe au cours de cette période.

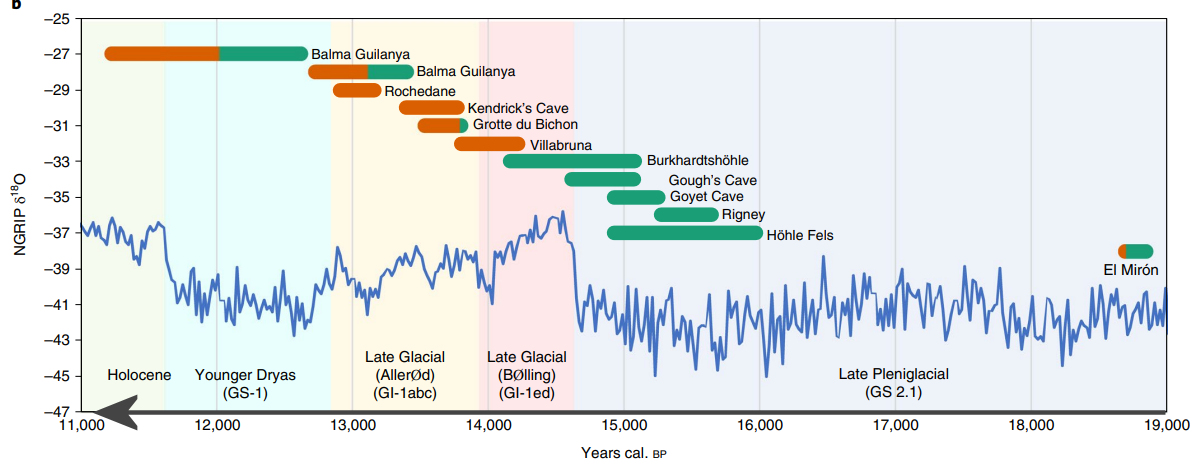
Transition de l'ascendance magdalénienne Goyet (vert, Goyet Q2) à l'ascendance Chasseurs-cueilleurs de l’Ouest (WHG) Villabruna (orange) dans les sites européens, selon la chronologie et l'évolution climatique.

## Interaction avec d'autres populations

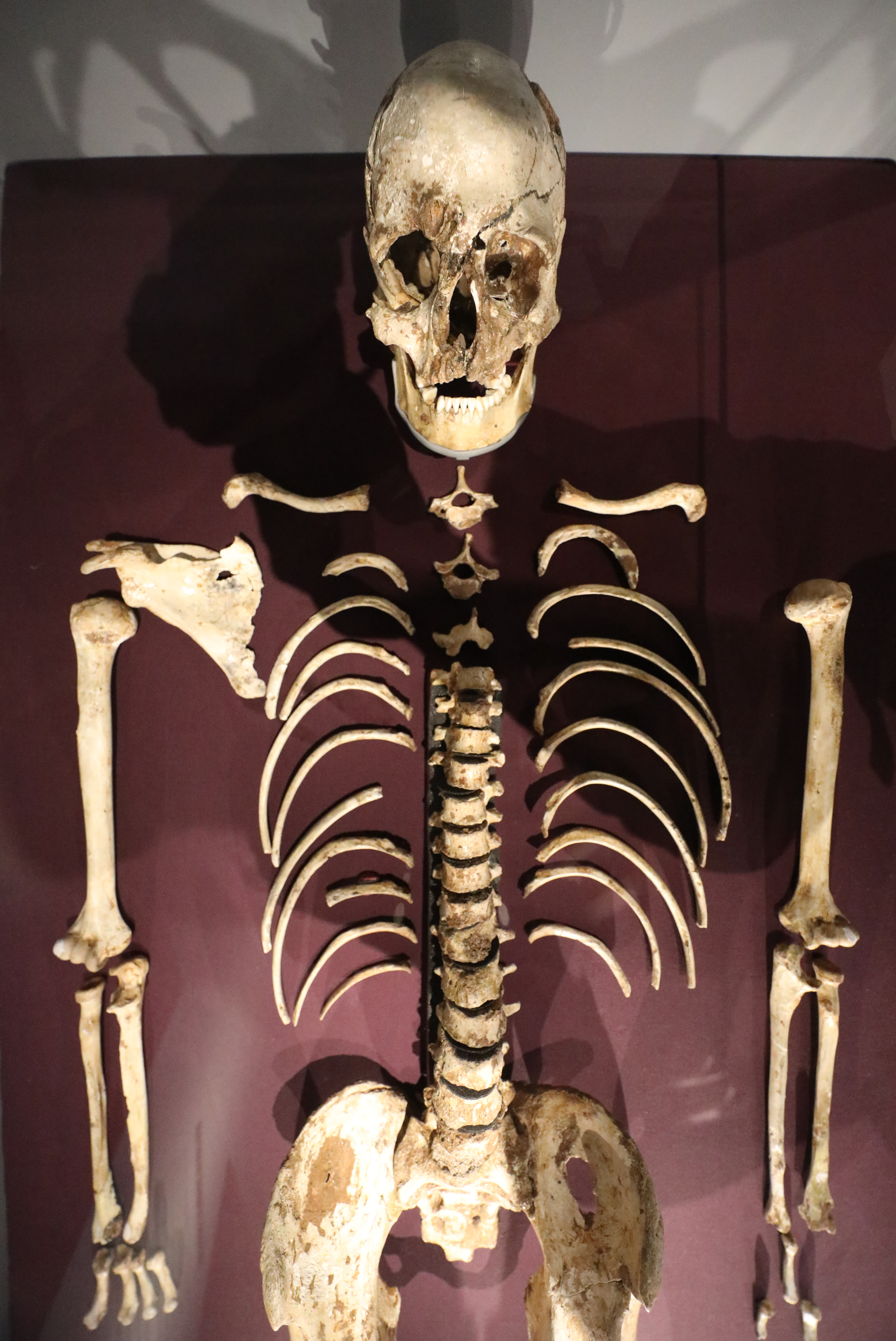
L'Homme de Cheddar, daté du milieu à la fin du IXe millénaire, trouvé en Grande-Bretagne, avait un génotype similaire à celui des autres chasseurs-cueilleurs de l’Ouest.

Il a également été constaté que les WHG ont contribué à l'ascendance des populations situées aux frontières de l'Europe, telles que les premiers agriculteurs anatoliens et les anciens Africains du Nord-Ouest, ainsi que d'autres groupes européens tels que les chasseurs-cueilleurs de l'Est (EHG). La relation entre les WHG et les EHG reste peu concluante. Les EHG sont modélisés pour dériver selon divers degrés d'ascendance à partir d'une lignée liée aux WHG, allant de seulement 25 % jusqu'à 91 %, le reste étant lié au flux génétique des Sibériens paléolithiques (ANE) et peut-être des chasseurs-cueilleurs du Caucase. Une autre lignée connue sous le nom de chasseurs-cueilleurs scandinaves (SHG) s'est avérée être un mélange d'EHG et de WHG,.
Les peuples de la culture de Kunda et de la culture de Narva de la Baltique orientale sont un mélange de WHG et d'EHG, montrant une affinité plus étroite avec les WHG. Des échantillons ukrainiens du Mésolithique et du Néolithique se sont avérés étroitement regroupés entre WHG et EHG, suggérant une continuité génétique dans les rapides du Dniepr pendant une période de 4 000 ans. Les échantillons ukrainiens appartenaient exclusivement à l’haplogroupe maternel U, présent dans environ 80 % de tous les échantillons de chasseurs-cueilleurs européens.
Contrairement à la plupart des WHG, les WHG de la Baltique orientale n'ont pas reçu de mélange d'agriculteurs européens au cours du Néolithique. Les populations modernes de la Baltique orientale abritent pour cette raison une plus grande ascendance WHG que toute autre population en Europe.
Il a été constaté que les chasseurs-cueilleurs scandinaves (SHG) contiennent un mélange de composants WHG qui avaient probablement migré vers la Scandinavie depuis le sud, et d'EHG qui avaient ensuite migré vers la Scandinavie depuis le nord-est le long de la côte norvégienne. Cette hypothèse est étayée par la preuve que les SHG de l'ouest et du nord de la Scandinavie avaient moins d'ascendance WHG (environ 51 %) que les individus de l'est de la Scandinavie (environ 62 %). On pense que les WHG qui sont entrés en Scandinavie appartenaient à la culture d'Ahrensburg. Les EHG et les WHG présentaient des fréquences alléliques plus faibles de SLC45A2 et SLC24A5, qui provoquent une dépigmentation, et d'OCA/Herc2, qui provoquent une couleur claire des yeux, que les SHG.

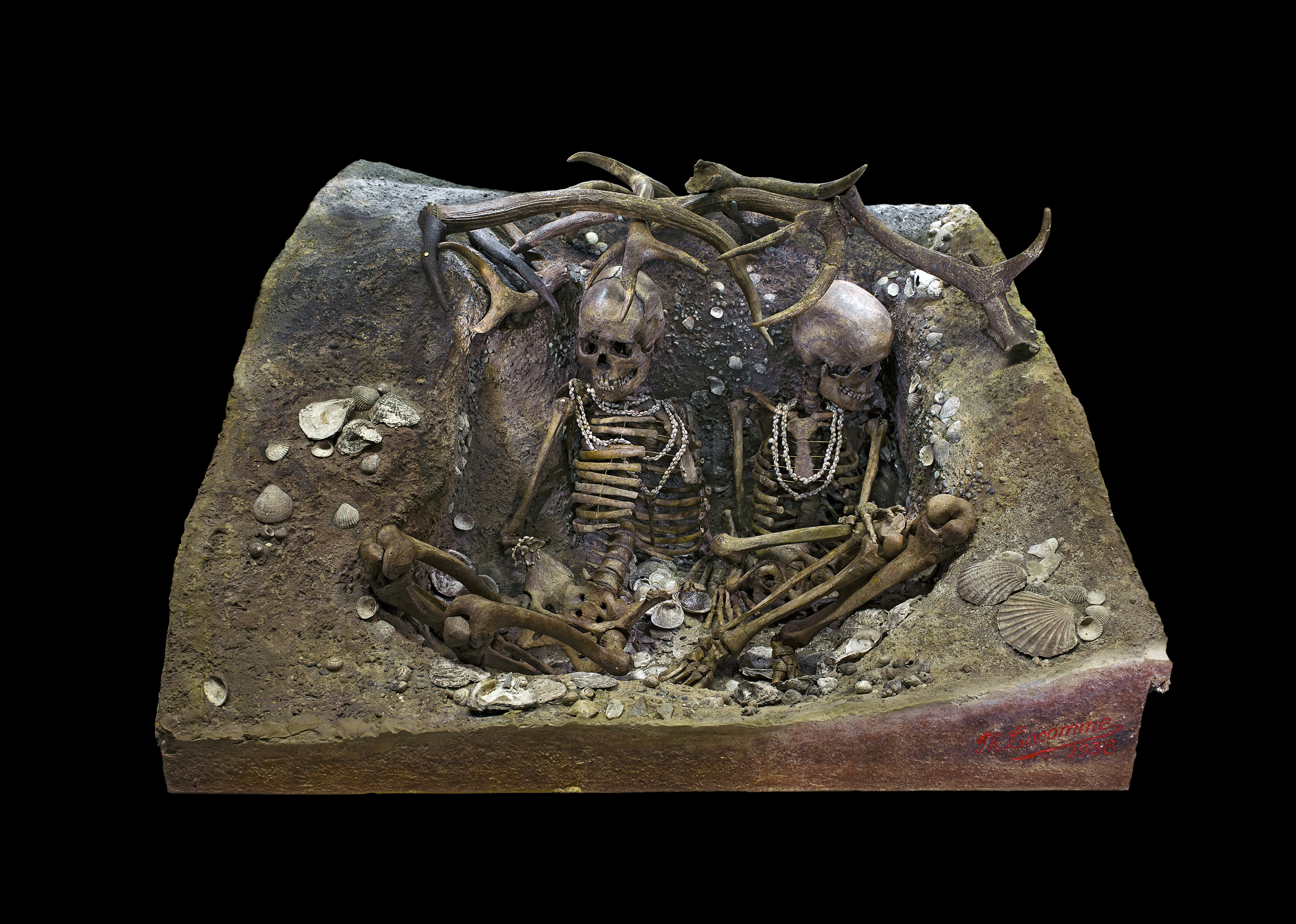
Deux squelettes de femmes âgées de 25 à 35 ans, datés entre 6740 et 5680 AP, toutes deux décédées de mort violente. Trouvés à Téviec, France en 1938.

L'ADN de onze WHG du Paléolithique supérieur et du Mésolithique d'Europe occidentale, d'Europe centrale et des Balkans a été analysé, en ce qui concerne leurs haplogroupes d'ADN Y et leurs haplogroupes d'ADNmt. L’analyse suggère que les WHG étaient autrefois largement répandus depuis la côte atlantique à l’ouest, jusqu’à la Sicile au sud et jusqu’aux Balkans au sud-est, pendant plus de six mille ans. Un grand nombre d'individus du cimetière de Zvejnieki, qui appartenaient pour la plupart à la culture Kunda et à la culture de Narva dans la Baltique orientale, ont été analysés. Ces individus étaient pour la plupart d'origine WHG dans les phases antérieures, mais au fil du temps, l'ascendance EHG est devenue prédominante. L'ADN-Y de ce site appartenait presque exclusivement aux haplotypes de l'haplogroupe R1b1a1a et I2a1. L'ADNmt appartenait exclusivement à l'haplogroupe U (en particulier les sous-clades de U2, U4 et U5).
Quarante individus provenant de trois sites du Mésolithique des Portes de Fer dans les Balkans ont également été analysés. Ces individus ont été estimés comme ayant une descendance de 85 % WHG et 15 % EHG. Les mâles de ces sites portaient exclusivement des haplotypes de l'haplogroupe R1b1a et I (principalement des sous-clades de I2a). L'ADNmt appartenait principalement à U (en particulier les sous-clades U5 et U4).
Au Néolithique moyen, les habitants de la culture de Cucuteni-Trypillia abritaient environ 20 % d'ascendance de chasseurs-cueilleurs, ce qui était intermédiaire entre EHG et WHG. On a découvert que les gens de la culture des amphores globulaires hébergeaient environ. 25 % d'ascendance WHG, ce qui est nettement plus élevé que les groupes du Néolithique moyen d'Europe centrale.

## Remplacement par les agriculteurs néolithiques

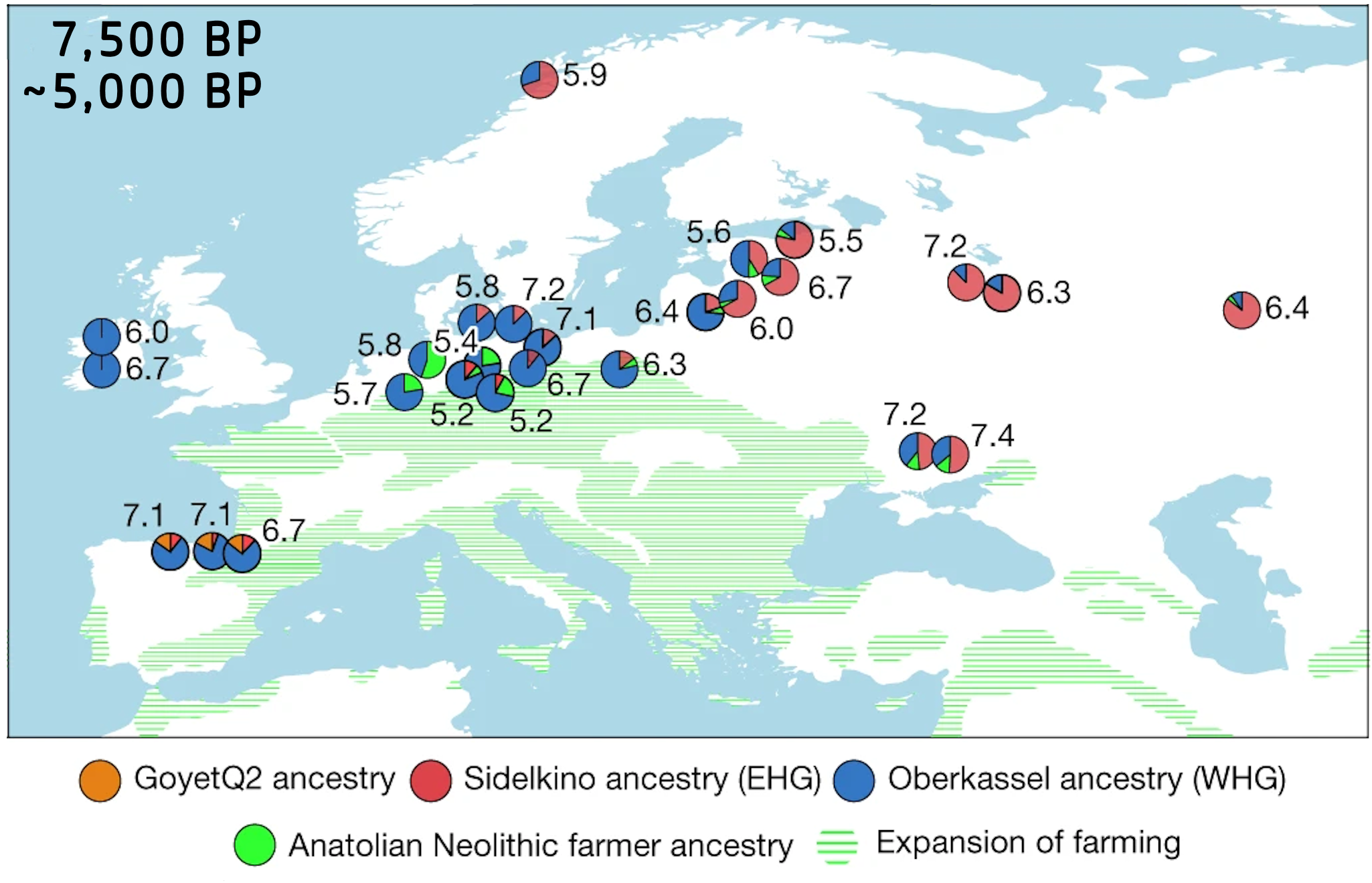
Ascendance génétique résiduelle des chasseurs-cueilleurs européens au cours du Néolithique européen, entre 7,5 ka et 5 ka AP (environ  5 500 ~ 3 000)

Une étude fondamentale de 2014 a identifié pour la première fois la contribution de trois composantes principales aux lignées européennes modernes : les chasseurs-cueilleurs d'Europe de l'Ouest (WHG, dans des proportions allant jusqu'à 50 % chez les Européens du Nord), les anciens Eurasiens du Nord (ANE, Sibériens du Paléolithique supérieur associés plus tard à l'expansion indo-européenne, présente dans des proportions allant jusqu'à 20 %), et enfin les premiers agriculteurs européens (EEF, agriculteurs d'origine principalement anatolienne qui ont émigré en Europe à partir d'environ 8 000 AP, aujourd'hui présents dans des proportions d'environ 30 % dans la région de la Baltique à environ 90 % en Méditerranée).
Cette étude de 2014 a trouvé des preuves d'un mélange génétique entre WHG et EEF dans toute l'Europe, avec la plus grande contribution de l'EEF en Europe méditerranéenne (en particulier en Sardaigne, en Sicile, à Malte et parmi les Juifs ashkénazes), et la plus grande contribution de WHG en Europe du Nord et parmi les Basques.
Depuis 2014, d’autres études ont affiné le tableau des croisements entre EEF et WHG. Dans une analyse réalisée en 2017 sur 180 ensembles de données d'ADN anciens des périodes chalcolithique et néolithique de Hongrie, d'Allemagne et d'Espagne, des preuves d'une période prolongée de métissage ont été trouvées. Le mélange a eu lieu au niveau régional, à partir des populations locales de chasseurs-cueilleurs, de sorte que les populations des trois régions (Allemagne, Ibérie et Hongrie) étaient génétiquement distinguables à tous les stades de la période néolithique, avec un ratio progressivement croissant d'ascendance WHG par rapport aux populations agricoles au fil du temps. Cela suggère qu'après l'expansion initiale des premiers agriculteurs, il n'y a plus eu de migrations à longue distance suffisamment importantes pour homogénéiser la population agricole, et que les populations d'agriculteurs et de chasseurs-cueilleurs ont existé côte à côte pendant de nombreux siècles, avec un mélange progressif continu tout au long du Ve au IVe millénaire av. J.-C. (plutôt qu'un seul événement de mélange lors du premier contact). Les taux de mélange variaient géographiquement ; à la fin du Néolithique, l'ascendance WHG chez les agriculteurs en Hongrie était d'environ 10 %, en Allemagne d'environ 25 % et dans la péninsule ibérique jusqu'à 50 %.
On estime que les WHG ont contribué entre 20 et 30 % à l’ascendance des groupes EEF néolithiques dans toute l’Europe.

## Apparence physique et santé
Il existe des indications selon lesquelles les WHG portaient « des allèles à risque pour le diabète et la maladie d'Alzheimer ».
Selon David Reich, l'analyse ADN a montré que les chasseurs-cueilleurs de l’Ouest avaient généralement la peau foncée, les cheveux foncés et les yeux bleus. La peau foncée était due à leur origine extra-africaine relativement récente (toutes les populations d'Homo sapiens ayant eu initialement une peau foncée), tandis que les yeux bleus étaient le résultat d'une variation de leur gène OCA2, qui a provoqué une dépigmentation de l'iris.
Selon une étude de 2020, l’arrivée des premiers agriculteurs européens (EEF) de l’ouest de l’Anatolie à partir d'environ 6 400 av. J.-C., ainsi que des pasteurs des steppes pontiques au cours de l’âge du bronze, a provoqué une évolution rapide des populations européennes vers une peau et des cheveux plus clairs.

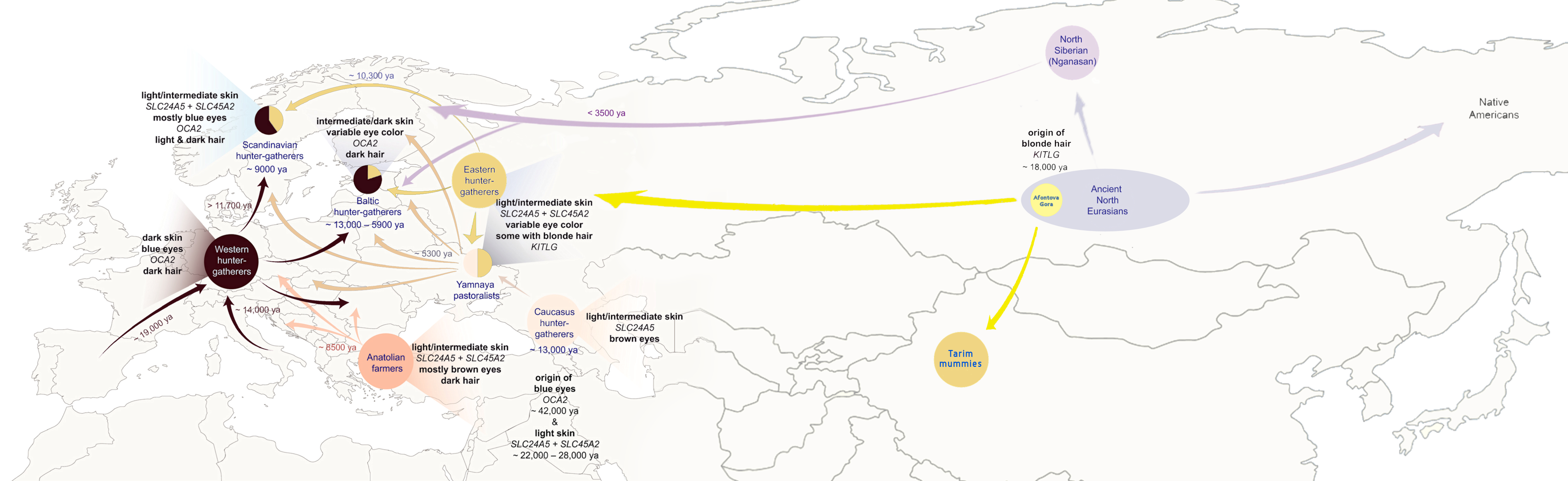
Evolution des phénotypes du Paléolithique supérieur et du Néolithique en Eurasie.

Certains auteurs ont exprimé leur prudence concernant les reconstructions pigmentaires cutanées : Quillen et al. (2019) reconnaissent des études qui montrent généralement qu’« une couleur de peau plus claire était rare dans une grande partie de l'Europe au cours du Mésolithique », y compris des études concernant les prédictions « sombres ou foncées à noires » pour l'homme de Cheddar, mais préviennent que « les reconstructions du phénotype de pigmentation du Mésolithique et du Néolithique utilisant des locus communs dans les populations modernes doit être interprété avec une certaine prudence, car il est possible que d'autres locus encore non examinés aient également influencé le phénotype. »
La généticienne Susan Walsh de l'université Purdue d'Indianapolis, qui a travaillé sur le projet Cheddar Man, soutient que « nous ne connaissons tout simplement pas la couleur de sa peau ». Pour le biochimiste allemand Johannes Krause, directeur du département d'archéogénétique de l'Institut Max-Planck d'anthropologie évolutionniste, à Leipzig, nous ne savons pas si la couleur de la peau des chasseurs-cueilleurs d’Europe occidentale ressemblait davantage à celle des habitants d’Afrique centrale d’aujourd’hui ou à celle des habitants de la région arabe. Il est seulement certain qu’ils ne portaient aucune mutation connue responsable de la peau claire des populations européennes ultérieures.